# Wellsburg (Virgínia Ocidental)
Wellsburg é uma cidade localizada no estado norte-americano de Virgínia Ocidental, no Condado de Brooke.

## Demografia
Segundo o censo norte-americano de 2000, a sua população era de 2891 habitantes.
Em 2006, foi estimada uma população de 2676, um decréscimo de 215 (-7.4%).

## Geografia
De acordo com o United States Census Bureau tem uma área de
3,6 km², dos quais 2,4 km² cobertos por terra e 1,2 km² cobertos por água.

## Localidades na vizinhança
O diagrama seguinte representa as localidades num raio de 8 km ao redor de Wellsburg.